# Junta de Producción de Guerra
La Junta de Producción de Guerra (PTB) fue establecida como una agencia del gobierno el 16 de enero de 1942 por orden ejecutiva de Franklin D. Roosevelt.
El propósito de la junta fue para regular la producción y distribución de materiales y combustible durante la Segunda Guerra Mundial en los Estados Unidos. El PTB convirtió y amplió en tiempos de paz las industrias para satisfacer las necesidades de la guerra, asignando materiales escasos vitales para la producción de guerra, estableciendo las prioridades en la distribución de materiales y servicios, y prohibió la producción que no era esencial. Se racionaron cosas tales como gasolina, combustible para calefacción, metales, caucho, papel y plásticos. Fue disuelto poco después de la derrota de Japón en 1945, y fue reemplazado por la producción civil de la Administración a finales de 1945.
El primer presidente de la Junta fue Donald M. Nelson, 1942 a 1944 seguido por Julius A. Krug de 1944 hasta que la Junta se disolvió.